# Steinhaus, Oberösterreich
Steinhaus är en ort och kommun i Österrike. Den ligger i distriktet Wels-Land i förbundslandet Oberösterreich,  180 kilometer väster om huvudstaden Wien. 
Kommunen består av sex orter (Ortschaften) (inom parentes invånarantal 1 januari 2024):
- Oberhart (114)
- Oberschauersberg (571)
- Steinhaus (1 398)
- Taxlberg (168)
- Traunleiten (346)
- Unterhart (154)